# Глигорије Гершић
Глигорије „Гига” Гершић (Бела Црква, 29. јун/10. јул 1842 — Београд, 8/21. март 1918) био је српски правник, политичар, писац, публициста, професор Велике школе у Београду, државни саветник и министар правде у Влади Краљевине Србије.

## Биографија
Породица Глигорија Гершића потицала је из Беле Цркве, која се тада налазила у јужној Угарској, делу Аустријског царства. Завршио је гимназију и студирао права у Бечу и Пешти. Био је саоснивач омладинског друштва Преодница и сарадник Србског дневника и Заставе. Године 1866. постао је професор римског и међународног права на Великој школи у Београду. Већ 1867. отпуштен је због учешћа на Омладинској скупштини у Београду. Враћа се у Заставу и постаје велики заговорник омладинског покрета. Године 1868. поново је професор на Великој школи и ради као правни саветник Владе Кнежевине Србије за међународно право током Српско-турских ратова (1876-1878).
У политици се прво повезао са либералима, али је 1880. променио страну и постао саоснивач листа Видело и Радикалне странке. Године 1883. након Тимочке буне пред судом је као члан радикала, али је ослобођен. У периоду 1887—1888. године у радикалској влади је министар правде. Учествовао је у изради Радикалског устава. Као министар правде 1889—1890. бринуо се о изради нових закона. Последњи пут био је министар правде 1891—1892. Током 1889—1894. и 1901—1907. државни је саветник, а 1894—1899. професор Велике школе. Пензионисан је 1907.
Био је врло плодан писац и публициста. Објавио је већи број расправа из државног и међународног права у Гласнику Српског ученог друштва, Летопису Матице српске, Гласу Академије, Раду и Делу.
Био је редовни члан Српског ученог друштва (Одбора за науке државне и историјске) од фебруара 1869. и дописни члан Српске краљевске академије (Академије друштвених наука) од јануара 1888. Прави члан Српске краљевске академије је од јануара 1890. (Приступна беседа: Поглед на мађународни и државноправни положај Босне и Херцеговине и острва Кипра према научним оценама представника данашње међународно-правне теорије).
Српска правна филозофија и теорија с краја 19. и почетка 20. века обликоване су списима и предавањима Глигорија Гершића. Такође, Гершић је први српски писац који је превео Шекспирову драму Ричард Трећи 1864. године.

## Дела
Најважнија дела су му:
- Систем римског приватног права (институције) (1882)
- Природа државине (1885)
- Данашње ратно право (1882)
- Данашње дипломатско и конзуларно право (1898)
- После 50 година (1912)
- Међународно-правни биланс у последњој балканској кризи (1909)

## У популарној култури
- У ТВ филму Цветови зла из 2004. године, лик Глигорија Гершића тумачи Властимир Ђуза Стојиљковић[6]
- У ТВ филму Албатрос из 2011. године лик Глигорија Гершића тумачи Драган Николић[7]

## Наслеђе
Гершићева улица у Београду носи име по Глигорију Гершићу.